# Sanseitō
El Sanseitō (en japonés 参政党, traduït com a Partit de la Participació Política) és un partit polític ultraconservador i populista de dretes del Japó. Es troba a l'extrema dreta de l'espectre polític i alguns comentaristes el consideren amb elements pròpiament feixistes.
Va augmentar la seva presència als mitjans fruit d'aconseguir un representant a la Cambra de Consellers al 2022, obtenint tanmateix tres diputats a la Cambra de Representants al 2024. A les eleccions a la Cambra de Consellers de 2025 va incrementar notablement la representació.

## Història
Fundat l'any 2020 a partir d'un canal de Youtube creat pel streamer Kazuya Kyoumoto, el polític Sohei Kamiya i l'analista polític Yuuya Watase, va centrar-se inicialment en la desinformació sobre la COVID-19 i l'activisme anti-vacunes, a les quals van considerar com a "arma assassina".
Tant Kyoumoto com Watase van abandonar el partit el 2021 per desacords amb la direcció del partit, mentre que Kamiya va romandre com a líder indiscutible. Només un any després, el Sanseitō aconseguiria el seu primer escó a la Cambra de Consellers, rebent més del 2% dels vots a les circumscripcions i al bloc de representació proporcional, complint els requisits legals per convertir-se oficialment en un partit polític.
A les eleccions a la Cambra de Consellers del 2025, el Sanseitō va aconseguir 14 escons basant-se en el seu lema "Japonesos primer" i una política de reducció d'impostos. Ha obtingut vots de votants que no tenien cap afiliació política prèvia.

## Ideologia
Els analistes l'han identificat com un partit conservador tradicionalista o d'extrema dreta, assenyalant les seves similituds amb el trumpisme amb la seva retòrica populista, nacionalista, belicista (apostant per eliminar o modificar l'article 9 de la Constitució japonesa), antiinmigració, antiglobalització o contra el matrimoni entre persones del mateix sexe i els drets LGTB.
El seu propi líder ha admès que té una gran afinitat amb el sector conservador del Partit Republicà dels Estats Units, el partit alemany AfD, el francès RN o el britànic Reform UK. En aquest sentit, Kamiya també va indicar que va aprendre molt dels "temes emocionals i llenguatge trencador de normes" del president dels Estats Units, Donald Trump, i va afirmar que ell era l'equivalent japonès. Segons Kamiya, el Japó s'enfronta a amenaces de globalistes sospitosos ("càbala d'elits globals"), estrangers criminals i un establishment polític corrupte que està sufocant els joves amb impostos. Ha proposat una agenda nacionalista "Japonesos primer", un lema molt propi de l'escenari d'ultradreta a tot el món.
Sanseito ha atret principalment votants joves masculins. Els opositors i els informes dels mitjans de comunicació nacionals l'han acusat de ser xenòfob , dient que està dirigint la ira pública amb preus alts i salaris estancats contra els residents estrangers del Japó.

## Resultats electorals

### Cambra de Representants
| Any  | Líder        | Vots      | %    | Pos. | Diputats | +/- | Govern   |
| ---- | ------------ | --------- | ---- | ---- | -------- | --- | -------- |
| 2024 | Sohei Kamiya | 1,870,347 | 3.43 | 8è   | 3 / 465  | Nou | Oposició |

### Cambra de Consellers
| Any  | Líder        | Circumscripció | Circumscripció | Circumscripció | Llista de partit | Llista de partit | Llista de partit | Escons    | Escons | Escons   | Escons | Pos. | Govern   |
| Any  | Líder        | Vots           | %              | Escons         | Vots             | %                | Escons           | Escollits | +/-    | Total    | +/-    | Pos. | Govern   |
| ---- | ------------ | -------------- | -------------- | -------------- | ---------------- | ---------------- | ---------------- | --------- | ------ | -------- | ------ | ---- | -------- |
| 2022 | Sohei Kamiya | 2,018,215      | 3.80           | 0 / 75         | 1,768,385        | 3.33             | 1 / 50           | 1 / 125   | Nou    | 1 / 248  | Nou    | 8è   | Oposició |
| 2025 | Sohei Kamiya | 9,264,284      | 15.66          | 7 / 75         | 7,425,054        | 12.55            | 7 / 50           | 14 / 125  | 14     | 15 / 248 | 14     | 6è   | Oposició |